# Cầu Debilly
Cầu Debilly (tiếng Pháp: Passerelle Debilly) là một cây cầu đi bộ bắc qua sông Seine thuộc Paris, Pháp. Cây cầu này được xây dựng nhân dịp Triển lãm thế giới năm 1900 tổ chức tại Paris, nó nối liền kè New York với kè Branly. Từ năm 1966 cây cầu này được xếp hạng Di tích lịch sử của Pháp.
| Métro Paris | Bến tàu điện ngầm: Iéna |

## Lịch sử
Nhân dịp đăng cai Triển lãm thế giới 1900, chính quyền Pháp và Paris đã cho xây dựng mới rất nhiều công trình như tháp Eiffel, Grand Palais, Petit Palais,... Để đáp ứng nhu cầu đi lại của lượng khách rất lớn theo dự kiến, ngày 26 tháng 10 năm 1898 Chủ tịch Uỷ ban Hội chợ thế giới 1900 Alfred Picard đã quyết định cho xây dựng một cây cầu đi bộ nằm gần tháp Eiffel với kiến trúc hiện đại. Ban đầu cây cầu có tên Cầu Triển lãm quân sự (Passerelle de l'Exposition militaire) sau đó là Cầu Magdebourg (passerelle de Magdebourg) rồi Cầu Debilly (Passerelle Debilly), lấy theo tên vị tướng Jean Louis Debilly thời Đệ nhất đế chế đã chết tại trận Iéna năm 1806 (ngay bên cạnh cầu Debilly là cầu Iéna).
Cây cầu có kiến trúc kiểu mới với một khung kim loại với 2 trụ nằm gần bờ, cầu được trang trí bằng các viên gạch sứ của hãng Gentil & Bourdet. Cây cầu này cùng tháp Eiffel là hai công trình kim loại tiêu biểu cho thời kì Hội chợ thế giới. Năm 1991 cây cầu này được sơn lại và đến năm 1997 thì được tu bổ bằng các loại gỗ nhiệt đới.
Vào năm 1989, người ta đã tìm thấy trên cầu xác của một viên chức ngoại giao người Đức làm việc cho cơ quan tình báo Cộng hoà Dân chủ Đức, sự việc này xảy ra chỉ vài ngày sau sự sụp đổ của Bức tường Berlin. Đạo diễn Brian de Palma đã lấy cảm hứng từ sự kiện này để quay một số cảnh bộ phim Femme Fatale tại đây vào năm 2002.